# Division 2 Féminine
Die Division 2 Féminine oder kurz D2F (seit der Saison 2024/25: Seconde Ligue) ist die zweithöchste Spielklasse im französischen Frauenfußball. Sie wurde 1992 eingerichtet und trug bis 2002 die offizielle Bezeichnung Championnat National 1 B (N1B). Wie die übergeordnete Division 1 Féminine untersteht auch sie organisatorisch und sportrechtlich dem Landesverband FFF bzw. seit 2024 dessen Untergliederung LFFP für den professionellen Frauenfußball.
Sie war zunächst in zwei oder drei unter regionalen Gesichtspunkten zusammengesetzte Staffeln mit einer unterschiedlichen Zahl teilnehmender Mannschaften aufgeteilt. Die jeweiligen Staffelsieger qualifizierten sich für den Aufstieg in die erste Liga. Die bestplatzierten Teams dieser Gruppen spielten zudem bis 2008 nach Abschluss der Punkterunde den Zweitligameister aus. Seit der Saison 2023/24 wird die Liga eingleisig mit zwölf Teams geführt.
Rekordmeister mit drei Titeln ist der FC Vendenheim.

## Geschichte, Austragungsmodus und Regularien
Parallel mit der Einrichtung einer landesweiten ersten Frauenliga, der N1A, zur Saison 1992/93 schuf die FFF auch einen kurz N1B genannten Unterbau. Als die N1A 2002 in Division 1 Féminine umbenannt wurde, wurde auch die Bezeichnung der zweiten Liga entsprechend zu Division 2 Féminine angepasst. Diese umfasste von 1992 bis 2002 drei Zehner-, von 2002 bis 2008 zwei Zehner-, von 2008 bis 2010 zwei Zwölfer-, von 2010 bis 2016 drei Zwölfer- und ab 2016 wieder nur noch zwei Zwölfergruppen.
Ab der Saison 2023/24 kommt es zu einer Neustrukturierung der Ligapyramide. Demnach wird die D2 wie die höchste Liga gleichfalls nur noch aus einer Gruppe mit zwölf Teilnehmern bestehen. Darunter wird eine neue, aus zwei 12er-Gruppen bestehende Division 3 Féminine eingerichtet; die höchsten regionalen Ligen (Régionale 1, früher Division d’Honneur genannt) sind dann nur noch viertklassig.
Innerhalb der jeweiligen Gruppe gilt die Rundenturnierform, das heißt, jeder Teilnehmer spielt je einmal zuhause und auswärts gegen jeden anderen. Bis einschließlich 1994/95 galt die Zwei-, dann die Drei-Punkte-Regel. Von 1998/99 bis 2015/16 gab es, anders als in den meisten anderen europäischen Frauenligen, für einen Sieg vier Punkte; ein Unentschieden wurde mit zwei statt einem Punkt belohnt. Selbst für eine Niederlage gab es einen Punkt, sofern das Spiel ausgetragen und nicht am Grünen Tisch entschieden wurde. 2016/17 ist die FFF für die nationalen Frauenspielklassen, also auch die D2F, wieder zur Drei-Punkte-Regel zurückgekehrt. Eine weitere französische Besonderheit besteht darin, dass bei Punktgleichheit zwischen zwei oder mehr Teams als erstes Platzierungskriterium die Ergebnisse aus den direkten Aufeinandertreffen herangezogen werden und erst danach die Tordifferenz beziehungsweise die Anzahl der erzielten Treffer in sämtlichen Partien.
Auch die Zahl von Ab- und Aufsteigern zwischen erster und zweiter Liga variierte: bis 2002 wechselten jeweils drei Frauschaften die Liga, 2002/03 bis 2010 nur noch je zwei (Ausnahme: am Ende der Saison 2006/07 wegen des Ausscheidens von CNFE Clairefontaine ebenfalls drei), 2010/11 bis 2016 wieder drei und ab 2016/17 wieder je zwei.
Von 1992/93 bis einschließlich 2007/08 folgte zum Saisonabschluss noch eine einfache Punktrunde zur Ermittlung des Zweitligameisters, auf Französisch Tournoi final genannt. Daran nahmen die drei Gruppensieger beziehungsweise – in den Saisons, in denen die zweite Liga in nur zwei Staffeln ausgetragen wurde – die jeweils beiden bestplatzierten Teams je Gruppe teil. Seit 2008/09 gibt es keine solchen Entscheidungsspiele mehr, sondern diesen Titel erhält der Gruppensieger mit der höchsten Punktzahl. Da von 2002/03 bis 2007/08 in dieser Meisterrunde zugleich die beiden Aufsteiger ermittelt wurden, bestand die Möglichkeit, dass statt eines der Gruppensieger ein Zweitplatzierter aufstieg; dies war in vier der sechs Saisons auch tatsächlich der Fall (siehe das Kapitel Übersicht der Spielzeiten weiter unten).
Es gab in der Division 2 immer mindestens zwei Absteiger je Zweitligagruppe, die durch die entsprechende Anzahl von Aufsteigern aus der Drittklassigkeit ersetzt wurden, zeit- und teilweise auch durch Relegationsmatches. Diese Mischform kam seit 2016/17 wieder zum Tragen, indem die Tabellen-11. und -12. der beiden D2F-Gruppen direkt absteigen und die Zehntplatzierten ihren Klassenverbleib gegen Drittligisten verteidigen mussten.
Bereits von 2002 bis 2010 existierte eine dritte Liga, an der auch zweite Mannschaften (Reserve- oder B-Teams) von Erstdivisionären teilnahmeberechtigt waren; in die zweite Liga konnten diese aber nie aufsteigen. Davor und erneut seither bilden die regionalen Gruppen der Division d’Honneur die dritthöchste Ligenstufe. Ab 2014/15 gab es auf diesem Niveau 19 Staffeln (ohne Korsika und Frankreichs überseeische Gebiete), aus denen die bestplatzierten Frauschaften nach Abschluss ihrer Punkterunde anfangs in Gruppenspielen, zuletzt im K.o.-Modus um den Aufstieg in die D2F spielten.
Der Zuschauerzuspruch bei Zweitligapartien liegt erwartungsgemäß noch deutlich unter dem der Division 1. So wird eine Zahl von rund 300 Besuchern bei einem nordfranzösischen Nachbarschaftsderby in der Saison 2015/16 bereits als überdurchschnittlich bewertet.
Im Vereinspokalwettbewerb sind die Zweitdivisionäre zur Teilnahme verpflichtet. Derzeit (2024/25) greifen sie im Vierundsechzigstelfinale (1er tour fédéral) in das Geschehen ein.

## Übersicht der Spielzeiten
Gr. = Zahl der Gruppen, Teiln. = Zahl der teilnehmenden Frauschaften
| Saison      | Gr. | Teiln. | Gruppensieger/Aufsteiger (a)                            | Meister (h)                                          | Besonderes (b)                                                                        |
| ----------- | --- | ------ | ------------------------------------------------------- | ---------------------------------------------------- | ------------------------------------------------------------------------------------- |
| 1992/93     | 3   | 30     | CS Blanc-Mesnil, Stade Quimper, OS Monaco               | OS Monaco                                            |                                                                                       |
| 1993/94     | 3   | 30     | Paris SG, US Orléans, Toulouse OAC                      | Toulouse OAC                                         |                                                                                       |
| 1994/95     | 3   | 30     | AS Saint-Memmie, Le Mans UC, SC Caluire Saint-Clair     | SC Caluire Saint-Clair                               |                                                                                       |
| 1995/96     | 3   | 30     | USO Bruay, ESOF La Roche, Celtic Beaumont               | ESOF La Roche                                        |                                                                                       |
| 1996/97     | 3   | 30     | AS Saint-Quentin, Stade Quimper, E. Montpellier Le Crès | Montpellier Le Crès                                  |                                                                                       |
| 1997/98     | 3   | 30     | US Orléans, CBOSL Angers, SC Caluire Saint-Clair        | SC Caluire Saint-Clair                               |                                                                                       |
| 1998/99     | 3   | 30     | Ol. Saint-Memmie, Stade Quimper, FC Félines Saint-Cyr   | Olymp. Saint-Memmie                                  |                                                                                       |
| 1999/00     | 3   | 30     | SC Schiltigheim, ES Cormelles, Celtic Marseille         | SC Schiltigheim                                      |                                                                                       |
| 2000/01     | 3   | 30     | Paris SG, EC Tours, SC Caluire Saint-Clair              | Paris SG                                             |                                                                                       |
| 2001/02     | 3   | 30     | USO Bruay, Stade Quimper, FCF Monteux                   | USO Bruay                                            | Den D1-Platz von Monteux, dem Dritten der Meisterrunde, nahm CNFE Clairefontaine ein. |
| 2002/03     | 2   | 20     | FCF Hénin-Beaumont, USCCO Compiègne                     | FCF Hénin-Beaumont                                   | t.f.: FCF Monteux, US Orléans                                                         |
| 2003/04     | 2   | 20     | FC Vendenheim, FCF Condé-sur-Noireau                    | FC Vendenheim                                        | t.f.: SC Schiltigheim, FC Tours                                                       |
| 2004/05     | 2   | 20     | USCCO Compiègne, ESOF La Roche                          | USCCO Compiègne                                      | t.f.: FCF Monteux, Le Mans UC                                                         |
| 2005/06     | 2   | 20     | FCF Condé-sur-Noireau, Stade Saint-Brieuc               | FCF Condé-sur-N.                                     | t.f.: RC Saint-Étienne, US Le Puy                                                     |
| 2006/07     | 2   | 20     | FC Vendenheim, RC Saint-Étienne, AC Évreux (c)          | FC Vendenheim                                        | t.f.: Olympique Saint-Memmie                                                          |
| 2007/08     | 2   | 20     | FCF Condé-sur-Noireau, FCF Nord-Allier Auvergne         | FCF Nord-Allier Auv.                                 | t.f.: CPBB Rennes, FCF Monteux                                                        |
| 2008/09     | 2   | 24     | ESOF La Roche, AS Montigny-le-Bretonneux                | ESOF La Roche                                        | La Roche 77, Montigny 74                                                              |
| 2009/10     | 2   | 24     | Le Mans UC, AF Rodez                                    | Le Mans UC                                           | Le Mans 80, Rodez 75                                                                  |
| 2010/11     | 3   | 36     | FC Vendenheim, ASJ Soyaux, AS Muret                     | FC Vendenheim                                        | Vendenheim 83, Soyaux 75, Muret 75                                                    |
| 2011/12     | 3   | 36     | Arras FCF, FF Issy, FC Toulouse                         | FC Toulouse                                          | Toulouse 81, Arras 75, Issy 71                                                        |
| 2012/13     | 3   | 36     | FCF Hénin-Beaumont, ASJ Soyaux, AS Muret                | FCF Hénin-Beaumont                                   | Soyaux 83, Hénin-Beaumont 78, Muret 78                                                |
| 2013/14     | 3   | 36     | AS Algrange, FF Issy, ASPTT Albi                        | ASPTT Albi                                           | Albi 83, Algrange 80, Issy 73                                                         |
| 2014/15     | 3   | 36     | VGA Saint-Maur, ESOF La Roche, FF Nîmes MG              | VGA Saint-Maur                                       | Saint-Maur 88, La Roche 78, Nîmes 75                                                  |
| 2015/16     | 3   | 36     | FC Metz, Girondins Bordeaux, Olympique Marseille        | Olympique Marseille                                  | Marseille 84, Metz 77, Bordeaux 77                                                    |
| 2016/17     | 2   | 24     | OSC Lille, FCF Val d’Orge                               | OSC Lille                                            | Lille 53, Val d’Orge 51                                                               |
| 2017/18     | 2   | 24     | FC Metz, FCO Dijon                                      | FC Metz                                              | Metz 23, Dijon 20                                                                     |
| 2018/19     | 2   | 25 (d) | Stade Reims, Olympique Marseille                        | Stade Reims                                          | Reims 23, Marseille 19                                                                |
| 2019/20 (e) | 2   | 24     | FF Issy, Le Havre AC                                    | kein Meister gekürt                                  | kein Meister gekürt                                                                   |
| 2020/21     | 2   | 24     | Saisonabbruch (saison blanche) nach sechs Spieltagen    | Saisonabbruch (saison blanche) nach sechs Spieltagen | Saisonabbruch (saison blanche) nach sechs Spieltagen                                  |
| 2021/22     | 2   | 23 (f) | Le Havre AC, AF Rodez                                   | AF Rodez                                             | Rodez 23, Le Havre 21                                                                 |
| 2022/23     | 2   | 24     | AS Saint-Étienne, OSC Lille                             | AS Saint-Étienne                                     | Saint-Étienne 22, Lille 22 (g)                                                        |
| 2023/24     | 1   | 12     | Racing Strasbourg, FC Nantes                            |                                                      |                                                                                       |
| 2024/25     | 1   | 11 (i) | Olympique Marseille, Racing Lens                        |                                                      |                                                                                       |
| 2025/26     | 1   | 12     |                                                         |                                                      |                                                                                       |

Mit drei Zweitligameisterschaften ist der FC Vendenheim der erfolgreichste Verein; je zweimal gewannen der SC Caluire Saint-Clair, ESOF La Roche und der FCF Hénin-Beaumont diesen Titel. Als einzigem Klub gelang es 2014/15 der VGA Saint-Maur, die Maximalpunktzahl von 88 zu erreichen. Gerade diese beiden Teams aus Vendenheim und Saint-Maur mussten 2022 nach vielen Jahren den Weg in die Drittklassigkeit antreten.
Dagegen gilt der FCF Monteux als der Pechvogel der Division 2, denn die Südfranzösinnen standen zwischen 2002 und 2008 viermal auf dem Sprung in die höchste Liga, davon zweimal als Gruppensiegerinnen. Aber 2002 bestimmte die FFF angesichts der bevorstehenden ersten französischen Weltmeisterschaftsteilnahme, dass anstelle des Drittplatzierten der Meisterrunde die Auswahl des Nachwuchsleistungszentrums INF Clairefontaine in der Division 1 spielen sollte, die bis dahin gar nicht am Ligabetrieb teilgenommen hatte. Im Jahr darauf scheiterte Monteux im Tournoi final als Gruppensieger ebenso wie 2005 und 2008 als Gruppenzweiter.
Torschützenköniginnen
Die entsprechenden Statistiken liegen bisher noch nicht für den gesamten Zeitraum vor. Die Einordnung der Spielerinnen hierunter wird D2-Gruppen-übergreifend vorgenommen; ausgenommen davon sind die Saisons 2018/19 und 2021/22, in der die Gruppen eine unterschiedlich hohe Zahl von Teilnehmern und somit von Spielen aufwiesen.
| Saison      | Platz 1 | Nächstbeste                                                                               |
| ----------- | --- | ----------------------------------------------------------------------------------------- |
| 2006/07     | Corinne Lebailly (FC Vendenheim), 25                                                                          | Stéphanie de Revière (CS Aulnat), 13                                                      |
| 2007/08     | Lilas Traïkia (ASPTT Albi), 21                                                                                | Gaëtane Thiney (USCCO Compiègne), 20                                                      |
| 2008/09     | Marine Augis (FC Tours), 25                                                                                   | Coralie Lenot (US Gravelines), 23                                                         |
| 2009/10     | Sarah Palacin (Issy FF), 25                                                                                   | Virginie Couillard (FCF Condé-sur-Noireau), 18                                            |
| 2010/11     | Fanny Tenret (AS Muret), 25                                                                                   | Gwenaëlle Migot (FCF Condé-sur-Noireau), 20                                               |
| 2011/12     | Sandra Maurice (FC Toulouse), 28 Gwenaëlle Migot (Issy FF), 28                                                | Lilas Traïkia (ASPTT Albi), 24                                                            |
| 2012/13     | Fanny Tenret (AS Muret), 35                                                                                   | Alexandra Moziyan (FAF Marseille), 25                                                     |
| 2013/14     | Valérie Gauvin (FC Toulouse), 32                                                                              | Julie Wojdyla (AS Algrange), 25                                                           |
| 2014/15     | Marlyse Ngo Ndoumbouk (VGA Saint-Maur), 43                                                                    | Laury Jesus (Claix FF), 26                                                                |
| 2015/16     | Sarah Cambot (Girondins Bordeaux), 24 Laury Jesus (Claix FF), 24                                              | Laura Bouillot (FCO Dijon), 23 Sandrine Brétigny (Olympique Marseille), 23                |
| 2016/17     | Jana Coryn (OSC Lille), 24                                                                                    | Mélissa Gomes (VGA Saint-Maur), 22                                                        |
| 2017/18     | Marlyse Ngo Ndoumbouk (AS Nancy), 28                                                                          | Valerie Sanderson (FC Metz), 18 Meryll Wenger (FC Metz), 18                               |
| 2018/19     | Gruppe A: Mélissa Gomes (Stade Reims), 19 Gruppe B: Kelly Gago (AS Saint-Étienne), 20                         | Gruppe A: Ashley Clark (Le Havre AC), 14 Gruppe B: Sandrine Brétigny (Grenoble Foot), 14  |
| 2019/20 (e) | Charlotte Fromantin (FC Montauban), 16                                                                        | Anaïs Ribeyra (FF Yzeure), 15 Laurie Teinturier (FF Issy), 15                             |
| 2020/21     | Saison abgebrochen                                                                                            | Saison abgebrochen                                                                        |
| 2021/22     | Gruppe A: Nadjma Ali Nadjim (Le Havre AC) und Mama Diop (RC Lens), 15 Gruppe B: Sarah Palacin (OGC Nizza), 18 | Gruppe A: Lorenza Azzaro (OSC Lille), 14 Gruppe B: Ashley Clark (Olympique Marseille), 17 |
| 2022/23     | Selen Altunkulak (FC Toulouse), 20 Mama Diop (Olympique Marseille), 20                                        | Kimberley Cazeau (ASPTT Albi-Marssac), 18                                                 |
| 2023/24     | Aude Gbedjissi (RC Lens), 14                                                                                  | Kenza Chapelle (RC Strasbourg), 13                                                        |
| 2024/25     | Aude Gbedjissi (RC Lens), 15                                                                                  | Selen Altunkulak (FC Toulouse), 13                                                        |

## Die aktuelle Saison
| Stade Reims |

| EA Guingamp |

| Lille OSC |

| FC Metz |

| US Saint-Malo |

| Le Mans FC |

| FC Toulouse |

| AF Rodez |

| AJ Auxerre |

| Grenoble Foot |

| OGC Nizza |

| FC Thonon Évian |

Die vorangegangene Saison 2024/25 beendeten Olympique Marseille und der RC Lens punktgleich auf den Aufstiegsplätzen in die Première Ligue, wobei OM Zweitligameister wurde, weil es zwar die schlechtere Tordifferenz aufwies, aber den direkten Vergleich mit den Nordfranzösinnen für sich entschieden hatte. Überraschend stark hatten die beiden Aufsteiger aus der dritten Division abgeschnitten: Toulouse musste erst im letzten Saisonviertel seine Hoffnungen auf einen „Durchmarsch“ in das fußballerische Oberhaus begraben, und auch für Saint-Malo war der sofortige Wiederabstieg zu keinem Zeitpunkt ein Thema, weil die Bretoninnen sich frühzeitig in der oberen Tabellenhälfte festsetzten.
Einziger Absteiger in die dritte Division war die US Orléans – einziger deshalb, weil die Girondins Bordeaux aus finanziellen Gründen keine Lizenz bekommen und der Ligaverband festgelegt hatte, dass die Seconde Ligue in dieser Spielzeit mit lediglich elf Teams ausgetragen wird.
Zur Saison 2025/26 kommen die Absteiger Stade Reims und EA Guingamp aus der höchsten Spielklasse hinzu, dazu aus der Division 3 Féminine die AJ Auxerre und Grenoble Foot. Das Teilnehmerfeld komplettieren in der Reihenfolge ihrer Abschlussplatzierung (Ränge drei bis zehn) der Toulouse FC, Le Mans FC, die US Saint-Malo, der FC Metz, Lille OSC, FC Thonon Évian, OGC Nizza und der dem Abstieg nur um Haaresbreite entgangene AF Rodez.
Der erste Spieltag – normalerweise finden alle Begegnungen der Seconde Ligue sonntags statt – ist für den 7. September 2025 vorgesehen; abgeschlossen werden sollen die Punktspiele am 24. Mai 2026.

## Nachweise und Anmerkungen
1. ↑  „Ligenreform – die Bundesversammlung gibt grünes Licht“ vom 20. Juni 2022 bei footofeminin.fr
2. ↑  siehe die Beschlüsse der FFF zum Übergang von drei auf zwei Gruppen bei footofeminin.fr, veröffentlicht am 21. Juni 2015
3. ↑  nach dem Spielbericht vom 1. Oktober 2015 über die Partie Arras FCF gegen OSC Lille bei footofeminin.fr
4. ↑  Footofeminin.fr nennt auf der unter Weblinks angegebenen Übersichtsseite Hénin-Beaumont als Meister, weil die beiden Spiele der Nordfranzösinnen in ihrer Gruppe gegen FAS Herblay nach deren vorzeitigem Ligarückzug als nicht ausgetragen gewertet wurden. Somit haben sie 78 von 80 möglichen Punkten (entsprechend 97,5 %) erreicht, während Soyaux mit 83 von 88 Punkten auf lediglich 94,3 % gekommen ist.
5. ↑  Neuregelung der Meister-Ermittlung ab 2017/18 im Artikel „Der FC Metz ist Zweitliga-Meister“ vom 1. Mai 2018 bei footofeminin.fr
6. ↑  Saisonweise Angaben in dieser Tabelle nach dem unter Weblinks genannten Liga-Palmarès bei footofeminin.fr.